# Yngve Sköld
Pour les articles homonymes, voir Sköld.
Yngve Sköld, né le 29 avril 1899 à Vallby, dans le Comté de Södermanland en Suède, et mort le 6 décembre 1992 à Ingarö, près de Värmdö également en Suède, est un compositeur suédois.
Sköld étudie le piano de 1915 à 1918 auprès de Richard Andersson ainsi que la théorie musicale auprès de Harald Fryklöf. 
Il passe avec succès le diplôme d'organiste en 1919.
Il poursuit ses études en Tchécoslovaquie entre 1920 et 1922 aux conservatoires de Brno et de Prague. Il obtient également le titre de Kantor à l'École royale supérieure de musique de Stockholm en 1923.
À partir de 1923, il travaille comme pianiste et compositeur de musique de films pour la Svensk Filmindustri, mais également de 1938 à 1964, comme archiviste de la Svenska Tonsättares Internationella Musikbyrå (STIM, équivalent suédois de la SACEM)
Il a composé des œuvres symphoniques, des concerti pour divers instruments, de la musique de chambre, de la musique chorale et des mélodies.

## Œuvres
- 3 impromptus
- 5 canzones
- 5 stycken für Cello und Klavier
- Adagio f liten ork
- Adagio für Stimme und Klavier
- Adagio patetico
- Albumblad
- Alla leggenda
- Andante religioso
- Å Svenska flaggans dag av L Hagwald
- Bagatell
- Berceuse f piano
- Betraktelser = Meditazioni: 7 stycken
- Birgittas menuett
- Bröllopsmusik
- Burlesk
- Cantilena
- Concertino f fem blåsare, stråkar och pukor
- Concerto per corno ed orchestra
- Consolation
- Dansfantasi
- Den sång är skönast
- Det hårda villkoret
- Ditt verk är stort …
- Divertimento für Orchester
- Du canzones
- Egyptiska bilder. Tre pianostycken
- Elegie für Streichquartett
- Elegie. För salongsorkester
- Elegie. För liten ork
- Elegisk melodi
- En sommarvisa
- En valsmelodi
- Episode a la valse
- Fantasi
- Fantasi över ett tema av Hilding Sköld
- Fantasi över ett tema av Seraphin E Albisser
- Fantasi-uvertyr
- Fantasivariationer für Klavier
- Festmarsch
- Festpolonäs für Militärorchester
- Försommar
- Gavott für Klavier
- Gavott och Musett
- Giga
- Göinge-visan
- Gustaf Adolfs-Kantat
- Herren min herde är
- Höst
- Impromptu
- In memoriam
- Intermezzo für Orchester
- Intermezzo für Klavier
- Kärlekens örtagård
- Klassisk svit
- Konsert-fantasi nr 2
- Konsert f piano och ork
- Konsert f violin Tarantella
- Konsert für Violine, Cello und Orchester
- Konsertstycke für Trompete und Klavier
- Konsertuvertyr
- Kvartett für zwei Flöten, Cello und Klavier
- Lamentatio: musik för begravningsgudstjänst och meditation
- Legend für Viola und Orchester
- Liten svit
- Löftet
- Lyriskt poem
- Maria, Jesu moder
- Meditation
- Melodi B-dur
- Melodi G-dur
- Menuett
- Norbergs
- Ödesvisan
- O Gud, giv oss din Andes nåd
- Oktoberkväll
- Pastoral
- Pastoralsvit
- Pezzo drammatico
- Poeme elegiaque
- Poem F-dur
- Positivspelaren
- Postludium D-dur
- Preludio e fuga
- Preludium och fuga h-moll
- Religiös hymn
- Romans für Viola und Klavier
- Säg varifrån kom du
- Salig är den
- Sång till människan
- Serenad
- Siciliana con variazioni
- Sinfonia da chiesa
- Skogspromenad
- Sonata für Viola und Klavier
- Sonata für Violine solo
- Sonat für Klavier
- Sonat f piano nr 2
- Sonat für Violine und Orgel
- Sonatin
- Sonatina für Klavier
- Stråkkvartett nr 1
- Stråkkvartett nr 2
- Stråkkvartett nr 3
- Stråkkvartett nr 4
- Suecia
- Suite concertante für Viola und Orchester
- Svit nr 1
- Svit nr 2
- Svit f orkester
- Svit für Orgel
- Svit i gammal stil
- Symfoni nr 1
- Symfoni nr 2
- Symfoni nr 3
- Symfoni nr 4
- Tankar i skymningen. Poem
- Tema med variationer für Klavier
- Tolv sånger
- Toner från Grönköping av L Hagwald
- Trio f 2 violiner & viola
- Trio nr 2
- Trio domestico
- Två dansstycken
- Två stycken für Flöte und Klavier
- Två stycken für Harmonium
- Två visor i folkton
- Vals-Caprice
- Vaggvisa
- Valse chromatique
- Vals-Episod
- Vals-intermezzo für Klavier
- Vårens lärka
- Variationer över en dansmelodi av Hilding Sköld
- Variationer över…Moder Jords vaggvisa av Sari Ivarso
- Variationsfantasi für Klavier
- Violinkonsert
- Violoncellkonsert